# سانتشيدريان
بلدية سانتشيدريان (بالإسبانية: Sanchidrián) هي بلدية تقع في مقاطعة آبلة التابعة لمنطقة قشتالة وليون وسط إسبانيا.

## الديموغرافيا
بلغ عدد سكان بلدية سانتشيدريان 845 نسمة عام 2011 (وفقاً للمعهد الوطني للإحصاء الإسباني).
| 793 | 780 | 769 | 795 | 799 | 856 | 845 |